# Carl Gottfried Pfannschmidt

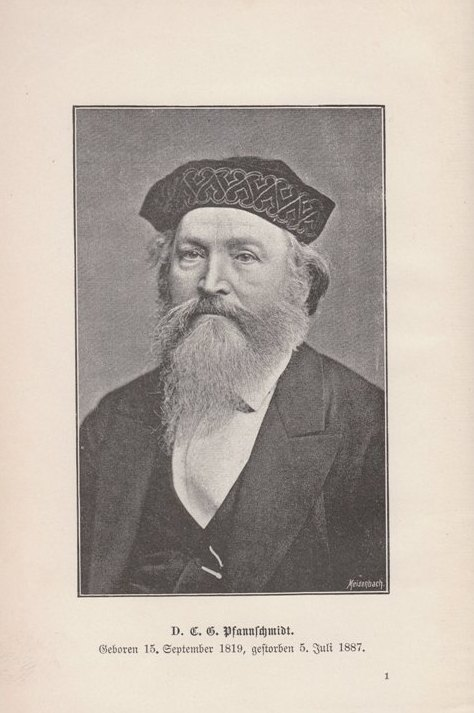
Carl Gottfried Pfannschmidt

Carl Gottfried Pfannschmidt, auch Karl Gottfried Pfannschmidt, (* 15. September 1819 in Mühlhausen/Thüringen; † 5. Juli 1887 in Berlin) war ein deutscher Maler.

## Leben und Wirken

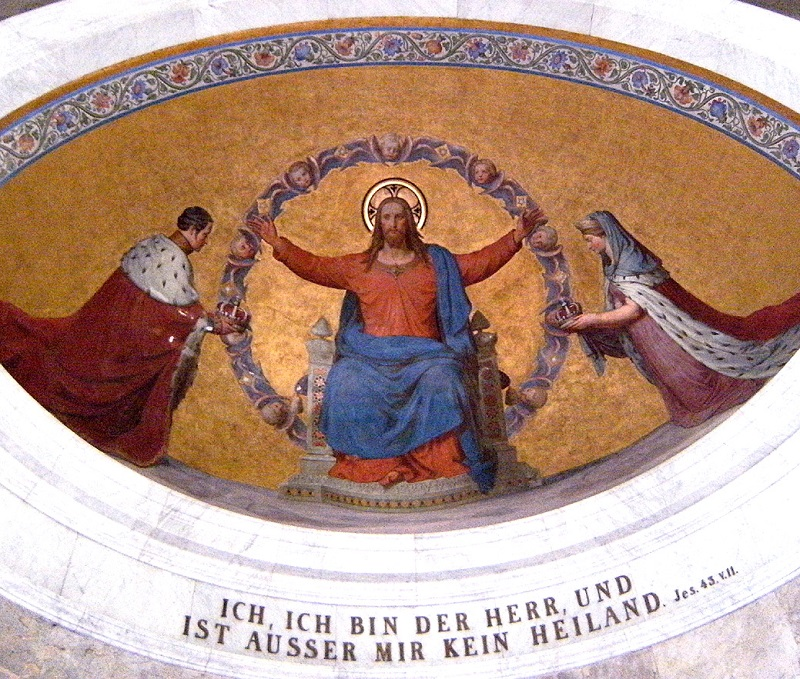
Charlottenburger Mausoleum der Königin Luise, Pfannschmidt-Fresko in der Apsis

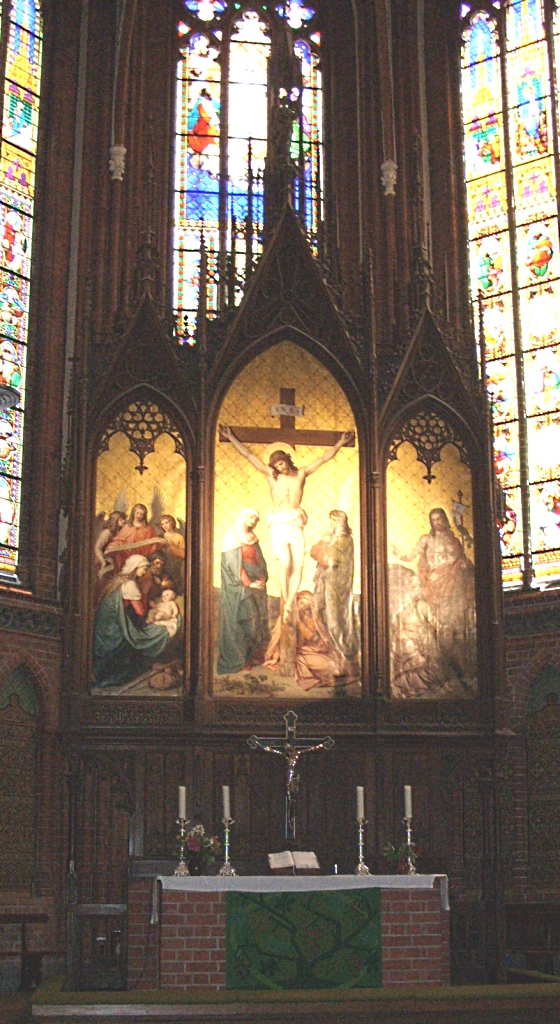
Altar der Schweriner Paulskirche mit Gemälde von C. G. Pfannschmidt

Pfannschmidt-Monogramm

Grabstätte Pfannschmidt (Ehrengrab des Landes Berlin)

Sein Vater war der Kaufmann Heinrich Philipp Pfannschmidt (1791–1852), seine Mutter war Maria Pfannschmidt geb. Niemann. Pfannschmidt kam im Frühjahr 1835 nach Berlin und wurde durch seinen Landsmann Friedrich August Stüler an den Landschaftsmaler Karl Eduard Biermann vermittelt, der die Verbindung zu seinem künftigen Lehrer Eduard Daege herstellte. 1841 reiste er nach München, wo er erstmals mit Werken von Peter von Cornelius bekannt wurde, der für ihn ein lebenslanges Vorbild werden sollte. Im Herbst 1841 kehrte er nach Berlin zurück und arbeitete während der folgenden drei Jahre mit Cornelius an der Ausschmückung der Vorhalle des Alten Museums. 1844 ging Pfannschmidt auf Reisen, über Frankfurt am Main und Basel nach Italien und Sizilien, und hielt sich längere Zeit in Rom auf. Im Herbst 1845 kehrte er nach Deutschland zurück und verlebte den Winter 1845/46 in seiner Heimatstadt Mühlhausen. 1846 kehrte er nach Berlin zurück und begann, christliche und biblische Themen zu bearbeiten. Er wirkte vorwiegend an der Ausschmückung evangelischer Kirchen mit. 1847 erhielt er den Auftrag, die schadhaften Wandmalereien in der Halberstädter Liebfrauenkirche zu erneuern. Im darauffolgenden Jahr begann er zusammen mit Wilhelm von Kaulbach die Ausmalung des Treppenhauses des Neuen Museums in Berlin.
Weitere Arbeiten von ihm waren eine Abendmahlsdarstellung in der Altarfläche der Schlosskirche in Berlin, die Ausmalung der Apsis im Charlottenburger Mausoleum, die kirchengeschichtlichen Wandgemälde in der Schweriner Schlosskirche und in der Marienkirche in Barth (Pommern). Altargemälde von ihm befanden sich in der Schweriner Paulskirche, in Bentzin, Königsberg in der Neumark, Schlobitten und Brandenburg sowie in Berlin das Altargemälde Die Grablegung des Herrn in der Kirche (Kapelle) des ehemaligen Zentral-Diakonissen- und Krankenhauses Bethanien am Mariannenplatz.
Er fertigte Kartons zu Glasgemälden für die Nikolaikirche in Berlin, den Magdeburger Dom und die Stuttgarter Garnisonkirche. Nach seinen Entwürfen wurden 1876 die Mosaiken des Grabs der Familie Krause auf Dreifaltigkeitskirchhof II in Berlin-Kreuzberg gefertigt. In seinen späteren Jahren stellte er auch Radierungen her und begann als Plastiker zu arbeiten.
Von 1878 bis 1887 war Pfannschmidt zusammen mit Georg Heinrich von Merz Herausgeber der Zeitschrift Christliches Kunstblatt für Kirche, Schule und Haus.

## Familie
Seiner Ehe mit Johanna Ottilie Marie Louise Pfannschmidt geb. Hermann (1837–1912) entstammten elf Kinder, darunter:
- Gottfried Pfannschmidt (1858–1936), Theologe und Superintendent in Treptow an der Tollense, Vorsitzender der Vereinigung der Evangelisch-Lutherischen innerhalb der preußischen Landeskirche und der Lutherischen Konferenz in Greifswald
- Martin Eckart Pfannschmidt (1861–1947), Theologe und Heimatforscher
- Heinrich Pfannschmidt (1863–1944), Chordirektor und Musiker ⚭ 1890 Renata (* 2. Juni 1862, geborene Beutner), Schriftstellerin und Dichterin
- Friedrich Pfannschmidt (1864–1914), der Bildhauer
- Ernst Christian Pfannschmidt (1868–1949), Historienmaler

Das Grab auf dem Alten St.-Matthäus-Kirchhof (Abteilung M) schmückte ein etwa zwei Meter hohes Kreuz mit Corpus – eine kleinere Kopie davon steht im Mausoleum der Familie Carl Bolle (siehe Friedrich Pfannschmidt). Sein Grab ist seit 1984 als Ehrengrab der Stadt Berlin gewidmet. Sein Sohn Gottfried Pfannschmidt ist in Sichtweite bestattet (in der Abteilung Q).

## Ehrungen
Pfannschmidt wurde am 31. März 1855 zum ordentlichen Mitglied der königlichen Akademie der Künste in Berlin ernannt. Im Mai 1857 erhielt er vom Großherzog von Mecklenburg-Schwerin Friedrich Franz II. die Schlossmedaille in Silber, die ihm „in Anerkennung seiner Arbeiten für den Schlossneubau“ in Schwerin verliehen wurde. Zudem verlieh ihm der preußische König Friedrich Wilhelm IV. im Juni desselben Jahres den Roten Adlerorden vierter Klasse. 1880 ernannte ihn die königliche Akademie der bildenden Künste in München zum Mitglied. Den Höhepunkt seiner ihm zuteil gewordenen Ehrungen bildete die Verleihung der Ehrendoktorwürde durch die theologische Fakultät der Universität zu Berlin am 9. November 1883. Seine letzte große Ehrung erhielt Pfannschmidt auf der 1884 stattfindenden Berliner Kunstausstellung, wo er für die von ihm geschaffene Bilderfolge „Vaterunser“ die Große Goldene Medaille verliehen bekam.

## Ausstellungen (Auswahl)
- 8. April bis 22. Mai 1888: Werke von Carl Gottfried Pfannschmidt Sonder-Ausstellung in der Königlichen Nationalgalerie Berlin[6]
- 13. September 2019 bis 13. Dezember 2019: Diener der Schönheit: Carl Gottfried Pfannschmidt (1819–1887). Eine Werkschau zum 200. Geburtstag Kulturhistorisches Museum Mühlhausen[7]

## Schriften
- Ueber die Aufgabe der Kunst, insonderheit der bildenden Kunst. Vortrag gehalten im evangelischen Vereine. Selbstverlag, Berlin 1866.
- Die Geschichte des Propheten Daniel. Bruckmann, München 1878. (Zyklus von sechs getuschten Federzeichnungen seit 1878 in Besitz der Berliner Nationalgalerie)
- Moses und die Tochter Pharao’s. Müller, Bremen 1878.
- Das Wehen des Gerichts. Weckstimmen aus der heiligen Schrift. Verlag der Photographischen Gesellschaft, Berlin 1887 (Digitalisat).
- Bilder aus der Heiligen Geschichte. 1. Sammlung (12 Blätter in Lichtdruck), Verlag der Schriften-Niederlage der Anstalt Bethel, Bielefeld o. J. [1888].
- Die sieben Bitten des Vater unser. 8 Kupferätzungen nach den Tusch-Zeichnungen von C. G. Pfannschmidt nebst erläuterndem Text des Künstlers. Verlag Rudolf Schuster, Berlin o. J. [1890]. (Zyklus von acht getuschten Federzeichnungen seit 1888 in Besitz der Berliner Nationalgalerie)
- Kirchliche Festgrüße. 10 Kompositionen in Kupferdruck. Brandner, Dresden 1891.
- Leben Mosis.